# (14315) Ogawamachi
(14315) Ogawamachi (1977 EL5) – planetoida z pasa głównego asteroid okrążająca Słońce w ciągu 5,6 lat w średniej odległości 3,15 j.a. Odkryta 12 marca 1977 roku.